# عطلة نهاية أسبوع (فلم 2011)
عطلة نهاية أسبوع (بالإنجليزية: Weekend) هو فيلم دراما رومانسية بريطاني، أنتج عام 2011. الفيلم من إخرج وسيناريو أندرو هاي، وهو يتحدث عن رجلين يلتقيان ويبدأن علاقة جنسية وقبل أسبوع واحد يخطط أحدهم مغادرة البلاد. حصل الفيلم على الكثير من الثناء بعد العرض الأول في مهرجان SXSW في الولايات المتحدة، وحقق نجاحاً في شباك التذاكر في كل من المملكة المتحدة والولايات المتحدة، حيث تم إصداره بشكل محدود.

## قصة
في ليلة جمعة في نوتنغهام يحضر راسل حفلة في منزل مع أصدقاء. ويؤكد لأفضل أصدقائه جيمي بأنه سيكون الأحد من أجل عيد ميلاد ابنته. يغادر راسل باكراً، لكنه يقرر الذهاب إلى نادي مثليين وحده باحثاً عن علاقة جنسية. فقط قبل وقت الإغلاق يلتقي مع غلين، طالب فن، ويمارسان الجنس في شقة راسل. في صباح اليوم التالي، يقنع غلين راسل المتردد بأن يتحدث في المسجل الصوتي عن تجربتهما في الليلة السابقة. يخبره غلين بأن التسجيل من أجل مشروع فني. بعد انتهاء راسل، قام الرجلان بتبادل الأرقام ويغادر غلين. يظهر راسل وهو يكتب عن غلين على الحاسوب المحمول الخاص به، ومن الواضح أنه شيء يفعله بعد كل من لقاءاته.
راسل الذي يعمل كحارس إنقاذ سباحة يقضي الصباح وحيداً، في إحدى اللحظات يراقب باهتمام تفاعل زوجين مثليا الجنس. يراسل راسل غلين نصياً ويسأله بأن يجتمعا ويوافق غلين على مقابلته. يبدأ الاتنان معرفة المزيد عن وظائف بعضهما البعض وطموحاتهما وحتى أنهما يتشاركا ركوب الدراجة لشقة راسل، حيث يستمران في التعرف أكثر على ماض بعضهما البعض. يشرح غلين بأن مشروعه الفني يسعى لاستكشاف الفجوة بين الأشخاص الذين هم حقاً أنفسهم والذين يريدون أن يكونوا على طبيعتهم، كما يظهر من الأشخاص الذين يتولون الموقف عندما يقومون بعلاقات مع أشخاص جدد للمرة الأولى. يكشف راسل أنه لم يفصح عن ميوله الجنسي لوالديه لأنه لا يعلم من هم لأنه نشأ وترعرع في سلسلة من دور التبني مع أفضل أصدقائه جيمي. مع تقاربهما بعد حديثهم، يمارس الرجلان الجنس.
وهو على وشك الرحيل، يكشف غلين بأنه كان يخطط للانتقال إلى أوريغون في اليوم التالي لحضور دورة فن مدتها عامين. يظهر كلاهما وهما يشعران بالضيق ولكنهما يبقيان يُظهران الحب. يدعو غلين راسل للذهاب لحفلة توديعه بتلك الليلة في حانة، يقرر راسل لاحقاً الذهاب. في حين كان غلين يدخل في جدال مع صاحب الحانة حول أن المثلية والميول الجنسية الأخرى ليست معيارية وأن الميول المعياري الوحيد هو المغايرة، يتحدث راسل مع جيل وهي صديقة لغلين وزميلته في السكن. التي أخبرت راسل بأنه لم يتسنى لها الاستماع لتسجيلات غلين التي تحدث فيها راسل؛ حيث سمح لها غلين بالاستماع إلى كل تسجيلاته الأخرى. ومن ثم فهي تكشف لراسل بأنها هي وأصدقائها لا يتوقعون أن يتابع غلين رحلته إلى أمريكا، حتى أنهم قد بدأوا رهاناً. كما تفصح أيضاً بأن غلين كان في علاقة مع شخص اسمه جون، وقد قام بخيانة غلين مراراً وتعرض للهجوم في إحدى الحدائق قبل وقت قصير من انتهاء علاقة الاثنان. ومنذ ذلك الحين، أصبح غلين يقول بأنه «لا يقوم بعلاقات حب».

## روابط خارجية
- الموقع الرسمي
- مقالات تستعمل روابط فنية بلا صلة مع ويكي بيانات